# X Brygada Piechoty (II RP)

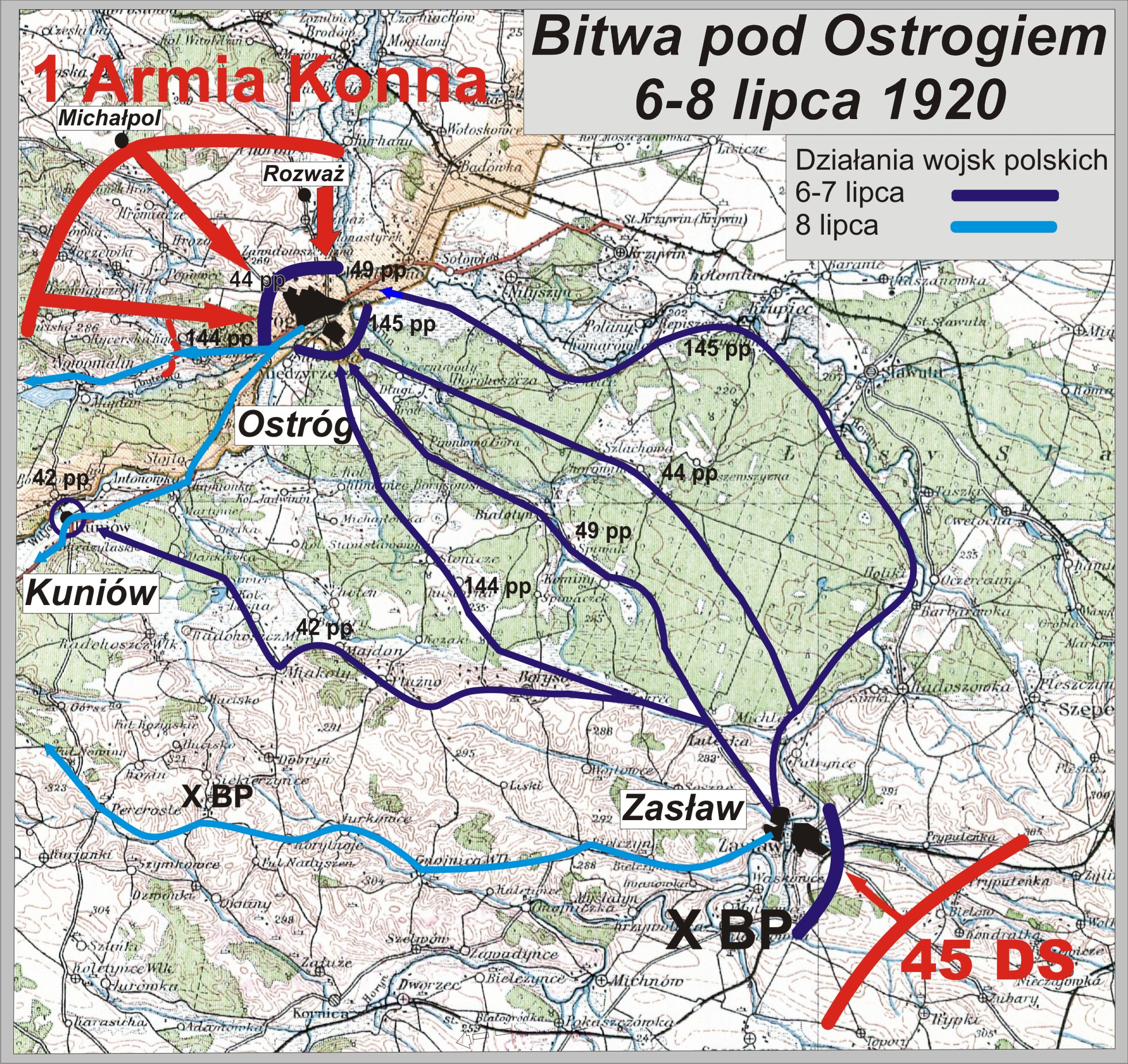
Bitwa o Ostróg 6 -8 lipca 1920

X Brygada Piechoty (X BP) – brygada piechota Wojska Polskiego II RP.
Brygada sformowana została w maju 1919, w składzie 5 Dywizji Piechoty.  W 1921 brygada została rozformowana, a jej dowództwo przemianowane na dowództwo piechoty dywizyjnej.

## Walki brygady
5 czerwca 1920 wojska polskie rozpoczęły odwrót z Ukrainy. X BP cofała się razem z 2 Armią gen. Raszewskiego. W czerwcu została wzmocniona 105 pp i broniła pozycji nad rzekami Słucz i Horyń. 5 lipca współdziałała z 18 DP gen. Franciszka Krajowskiego i stanowiła jej południowe skrzydło w akcji na Ostróg-Dubno. Od 30 czerwca do 5 lipca broniła Zasławia. 5 lipca współdziałała z 18 DP gen. Franciszka Krajowskiego i stanowiła jej południowe skrzydło w akcji na Ostróg-Dubno. Prowadząc działania opóźniające od 6 do 25 lipca broniła Krzemieńca i Białokrynicy. Będąc w składzie 6 Armii brała udział w zwycięskiej bitwie z armią konną pod Brodami. Podczas dalszego odwrotu osłaniała Lwów walcząc m.in. pod Toporowem, Łopatynem i Jampolem. W drugiej połowie sierpnia brygada została wycofana pod Lwów dla reorganizacji i uzupełnienia.
Walki pod Krzemieńcem
16 lipca na odcinku X BP toczyły się ciężkie  walki. O 3.00 ruszyły do walki, wsparte dwoma bateriami, I/144 pp i I/4 pspodh. Walcząc grupa dotarła na jeden kilometr od miejscowości Folwarki i tam utknęło. O 10.00 nieprzyjaciel wyprowadził kontratak z Czugale na wschodnią pozycję Krzemieńca. Po uporczywej walce i wprowadzeniu w bój wszystkich rezerw z Krzemieńca, atak odparto. o 20.00 rozgorzały walki  pod Białą Krynicą i Wielką Andruhą. 19 pułk piechoty nie wytrzymał uderzenia i nieprzyjaciel zdołał wedrzeć się do koszar Białej Krynicy. Po przesunięciu rezerw z odcinka 40 pp i wprowadzeniu do walki kompanii 105 pp udało się odrzucić bolszewików. Tymczasem na prawym skrzydle pozycji krzemienieckiej polska grupa wypadowa zdołała zająć Folwarki. Własne straty – 1 oficer zabity, 3 oficerów i 30 szeregowych rannych. Walczono z dwoma brygadami sowieckiej 45 Dywizji Piechoty. Miały one zadanie bezwarunkowego zajęcia Krzemieńca.
Walki brygady pod Waligórami i Komarówką
Rano 23 lipca 105 pułk piechoty z jedną baterią wyruszył z Ledóchowa do natarcia w kierunku Plaszową. W tym czasie siły główne brygady nacierały przez Dunajów na Hrada. We wsi Waligóry pułk napotkał bolszewicki oddział w sile około 450 piechoty i szwadronu Kozaków. Po kilkugodzinnej walce nieprzyjacielska piechota i kozacy rozproszyli się. Następnie pułk zajął Komnatkę i nawiązał kontakt taktyczny z 19 pp. Nacierając dalej zdobył Zieloną Komarówką. Około 18.00 nieprzyjaciel uderzył na lewe skrzydło pułku siłami kilku pułków jazdy z 2 samochodami pancernymi. 105 pułk piechoty wycofał się do stacji Poczajów, a następnie do Podkamienia. Podstawowe siły X Brygady osiągnęły w tym czasie Dunajów i Sawczyce.

## Obsada personalna
Dowódcy brygady
- płk Paweł Szymański (wł. Paweł Szymczuk) (przed wyprawą kijowską)[3]
- gen. ppor. Leon Pachucki (do 8 VIII 1920)
- gen. ppor. Paweł Szymański (od 8 VIII 1920)
- płk piech. Adolf Dąbrowski (od 16 VIII 1920)

Adiutant sztabowy
- kpt. p.d. SG Tadeusz Alf-Tarczyński

## Organizacja
- dowództwo X Brygady Piechoty[3]
- 40 pułk piechoty Dzieci Lwowskich
- 19 pułk piechoty Odsieczy Lwowa